# Estado-Maior Conjunto dos Estados Unidos

Símbolo do Estado-Maior Conjunto dos Estados Unidos.

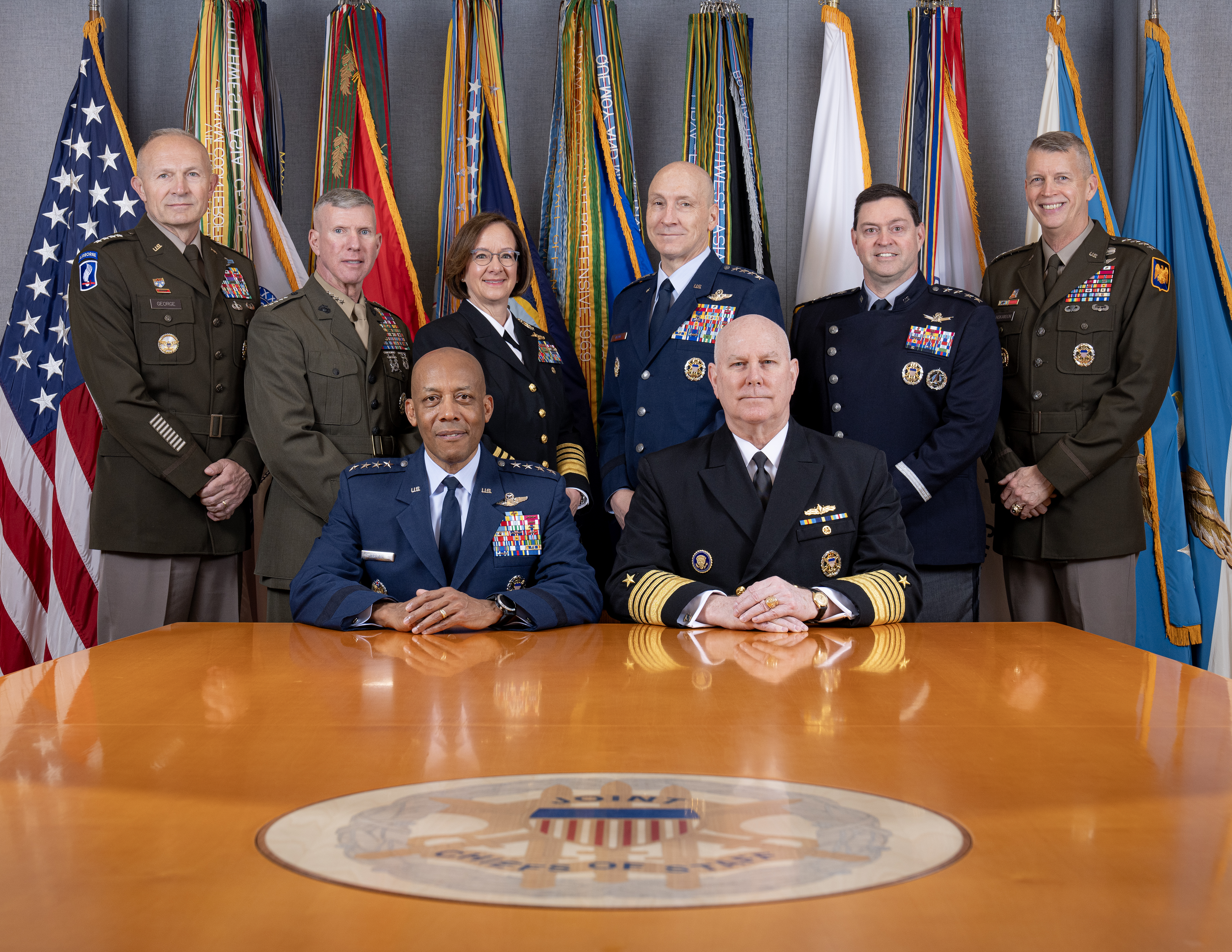
Os chefes das Forças Armadas dos Estados Unidos, em maio de 2024.

Estado-Maior Conjunto dos Estados Unidos (em inglês:  Joint Chiefs of Staff - JCS) é um corpo de líderes seniores uniformizados do Departamento de Defesa dos Estados Unidos que assessoram o secretário de Defesa, o Conselho de Segurança Interna, o Conselho de Segurança Nacional e o presidente em assuntos militares. A composição do Estado-Maior Conjunto é definida por lei e consiste no presidente, vice-presidente e nos chefes do serviço militar do Exército, Marinha, Força Aérea, o Corpo de Fuzileiros Navais e da Guarda Nacional, todos nomeados pelo presidente norte-americano após a confirmação do Senado. Cada um dos chefes militares individualmente, fora de suas obrigações no Estado-Maior Conjunto, trabalham diretamente para a secretaria do seu determinado departamento militar, ou seja, o Secretário do Exército, o Secretário da Marinha e o Secretário da Força Aérea.
Após a aprovação da Lei Goldwater-Nichols em 1986, o Estado-Maior Conjunto não tem mais autoridade de comando operacional, nem individualmente nem coletivamente, visto que a cadeia de comando vai do presidente ao secretário de defesa e do secretário de defesa para o Comando Combatente Unificado. A Goldwater-Nichols também criou o cargo de vice-presidente e o presidente agora é designado como o principal conselheiro militar do secretário de defesa, do Conselho de Segurança Nacional e do presidente.
O Estado-Maior Conjunto é uma equipe com sede no Pentágono, composta por membros de cada um dos quatro Departamento de Defesa das forças armadas, que auxilia o presidente e o vice-presidente no exercício das suas responsabilidades e é gerenciada pelo diretor do Estado-Maior Conjunto (DJS), que é um tenente-general ou vice-almirante da Marinha.